# Teorema de Rademacher
En anàlisi matemàtica, el teorema de Rademacher, que du el nom de Hans Rademacher, afirma que si U és un subconjunt obert de Rn i f: U → Rm és Lipschitz contínua, llavors f és diferenciables gairebé pertot en U; és a dir, els punts en U en què f no és diferenciable formen un conjunt amb mesura de Lebesgue zero.

## Generalitzacions
Hi ha una versió de Rademacher que és certa per funcions Lipschitz que van de l'espai euclidià a un espai mètric en termes de diferencials mètrics en lloc de la derivada habitual.